# Phoenix (jeu vidéo)
 (juin 2015).
Si vous disposez d'ouvrages ou d'articles de référence ou si vous connaissez des sites web de qualité traitant du thème abordé ici, merci de compléter l'article en donnant les références utiles à sa vérifiabilité et en les liant à la section « Notes et références ».
Phoenix est un shoot 'em up développé par Amstar Electronics, sorti en 1980 sur borne d'arcade. Suivant les traces de Space Invaders, il reprend le thème de l'espace.

## Système de jeu
Le joueur contrôle un vaisseau spatial qui se déplace horizontalement en bas de l'écran en  tirant vers le haut. Les ennemis sont des oiseaux qui apparaissent au-dessus du vaisseau et qui l'attaquent en piqué. L'innovation tactique est un bouclier qui résiste à toutes les attaques. Cependant, le joueur ne peut pas se déplacer lorsque le bouclier est actif et il doit attendre environ cinq secondes avant de l'utiliser à nouveau.
Le joueur commence avec trois ou six vies selon les réglages.
Chaque niveau est composé de cinq phases. Les deux premières opposent le joueur à des escadrons d'oiseaux extraterrestres. Les deux suivantes font apparaître des œufs qui éclosent en révélant des oiseaux géants. La dernière est un combat de boss contre le vaisseau mère, contrôlé par un extraterrestre assis en son centre. Le vaisseau mère de Phoenix est l'un des premiers boss à apparaître dans les jeux d'arcade.

## Adaptations
Phoenix a été réédité en 2005 dans la compilation Taito Legends sur PlayStation 2, Xbox, PSP et PC.